# コンク共和国

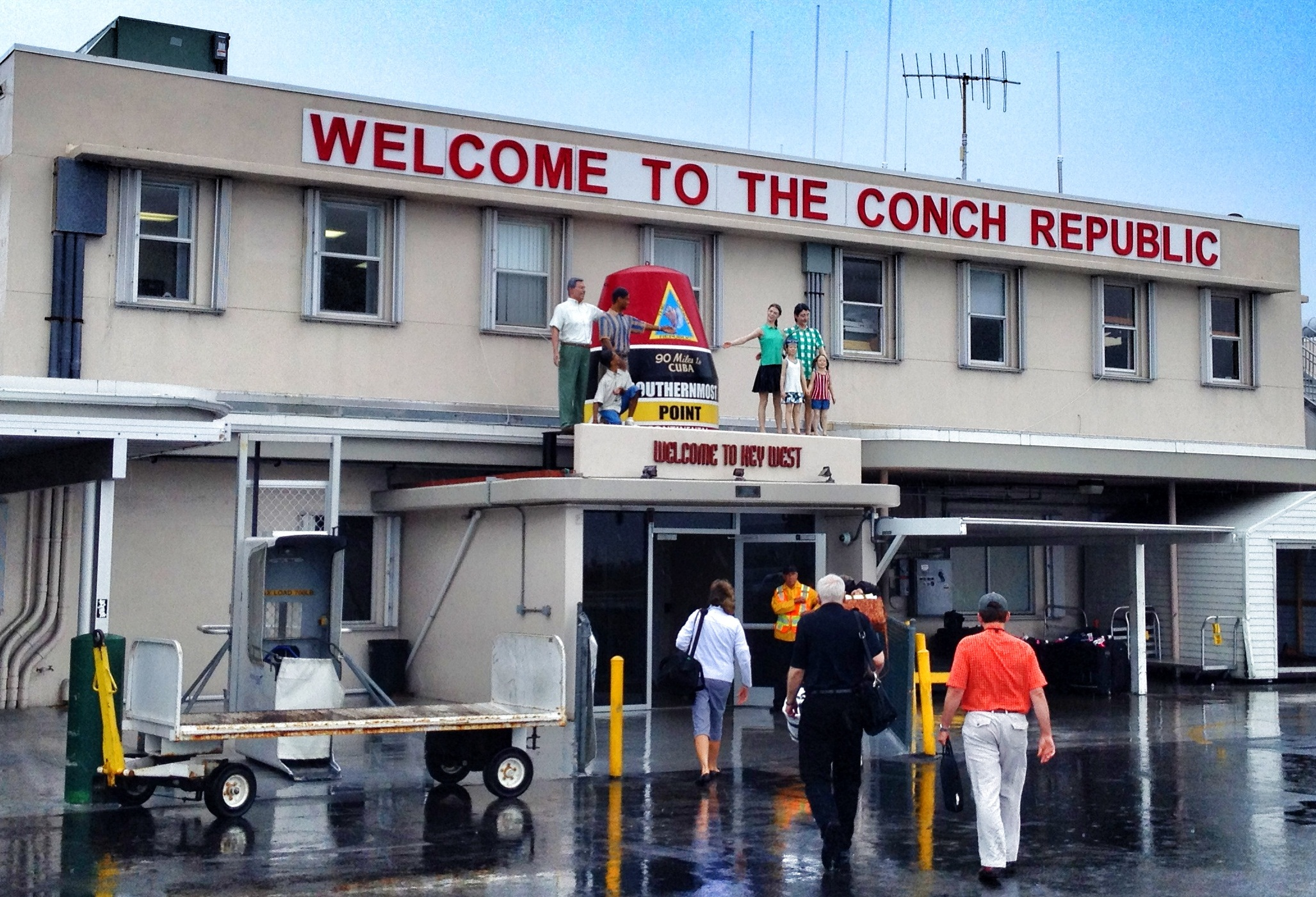
キーウェスト国際空港の到着ゲートに掲げられた「コンク共和国へようこそ」の表示

コンク共和国（Conch Republic [ˈkɒŋk]）は、アメリカ合衆国フロリダ州キーウェストの範囲をもって1982年4月23日に「建国」したつもりのミクロネーションである。元々は、アメリカ国境警備隊がフロリダキーズの唯一の出入口となる道路に検問所を設置したことで、住民や観光客が多大な迷惑を被ったことに対する抗議の一環として、アメリカからの「独立」を宣言したものだった。それ以来、キーウェスト市の観光の目玉として維持されてきた。
「コンク共和国」の範囲は、フロリダキーズ全域、すなわち、フロリダ州モンロー郡の法的に定義された境界線に含まれる土地で、北はフロリダ州マイアミ・デイド郡フロリダシティの「スキーターズ・ラスト・チャンス・サルーン」までを指し、キーウェストを国の首都とし、キーウェストより北の全ての領土を「北方地域」(The Northern Territories)と呼ぶ、という具合に拡大されている。
コンク共和国では、毎年4月23日の独立記念日に1週間のお祭りが開催され、キーウェストの様々な企業が参加している。故ピーター・アンダーソン事務総長の言葉を借りれば、「ユーモア、温かさ、尊敬」の3つを必要としている世界に、より多くのものを提供することを目的とした「心の主権国家」であるこの組織は、この地域の観光を促進する重要な役割を果たしている。

## 歴史

### 建国
1982年、アメリカ国境警備隊は、モンロー郡道905A/マイアミ・デイド郡道905Aと国道1号線との合流点のすぐ北側、フロリダ・シティのすぐ南にあるラスト・チャンス・サルーンの前の国道1号線に検問所を設置し、ここを通る全ての車を止めて、麻薬や不法移民の有無を調べた。キーウェスト市議会は、これによりキーウェストを訪問する旅行者が不便になり、キーウェストの重要な産業である観光業に打撃を与えると繰り返し訴えていた。一方で、マイアミ国際空港をハブ空港とし、キーウェスト国際空港に唯一ジェット便を就航させていたイースタン航空は、検問所の設置により、キーウェストへ行く旅行者が車よりも飛行機を利用するようになることを期待していた。
市議会の訴えは連邦政府には聞き入れられず、検問の差し止めの訴訟も敗訴した。そのため、1982年4月23日、デニス・ワードロウ市長と市議会は、抗議の意味を込めてキーウェストのアメリカ合衆国からの「独立」を宣言した。連邦政府がフロリダキーズをあたかも外国のように扱っているのだから、いっそ外国になった方が良いというわけである、国名の「コンク」は、一帯の住民を指すスラングである。
ワードロウ市長が共和国の首相に就任し、抗議活動の一環としてアメリカ合衆国に対して即時に「宣戦布告」した（アメリカ海軍の軍服を着た男の頭上でキューバンブレッドを象徴的に割った）。その1分後に「降伏」を宣言し、アメリカ合衆国に対し10億ドルの「戦後復興のための対外援助」を申請した。
この「分離独立」とそれにまつわる出来事は、フロリダキーズの窮状を喧伝する効果をもたらし、検問所はその後すぐに撤去された。
コンク共和国の関係者は、1994年にマイアミで開催された米州首脳会議や、1995年のフロリダ・ジュビリーに正式に招待された。

### 1995年の侵攻
1995年9月20日、アメリカ陸軍予備軍の第478民事大隊が、外国の島に侵攻することを想定した訓練を行うことが報告された。その内容は、キーウェストに上陸して、島民が外国人であるかのように業務を行うというものだった。しかし、この訓練についてキーウェスト市の関係者に対する478大隊からの連絡はなかった。
ワードロウ市長は、これは1982年の「分離独立」以来の宣伝のチャンスと考えた。そして、市民を動員し、スクーナー「ウエスタン・ユニオン」を出し、水風船、コンクフリッター、キューバンブレッドで沿岸警備隊のカッターを攻撃した。沿岸警備隊は消火ホースで応戦し、すぐに戦闘は終了した。キーウェスト市は、市に相談せずにこの演習を手配したことを国防総省に抗議した。翌日、478大隊の大隊長は「コンク共和国の主権に挑戦したり、侮辱したりするつもりは全くなかった」と謝罪し、9月22日に降伏式を行った。
1995年・1996年のアメリカ合衆国政府閉鎖の際、キーウェストのドライ・トートゥガス国立公園にあるジェファーソン砦も閉鎖されたが、コンク共和国は抗議の意味を込めて、ジェファーソン砦にコンク海軍・民間・消防の船団を出動させ、砦を再開させた。この行動をコンク共和国は「全面侵攻」(full scale invasion)と呼んだ。政府閉鎖中もスミソニアン協会が個人の寄付によって博物館を開館し続けているという取り組みに倣って、キーウェストでも国立公園を維持するための寄付を募ったが（公園が閉鎖されると、観光客に依存した地元経済にダメージを与えるため）、寄付は集まらなかった。
関係者が砦の中に入ろうとしたとき、警告を受けた。翌年、裁判でこの違反行為が争われたが、すぐに裁判は取り下げられた。

### セブンマイル・ブリッジの併合

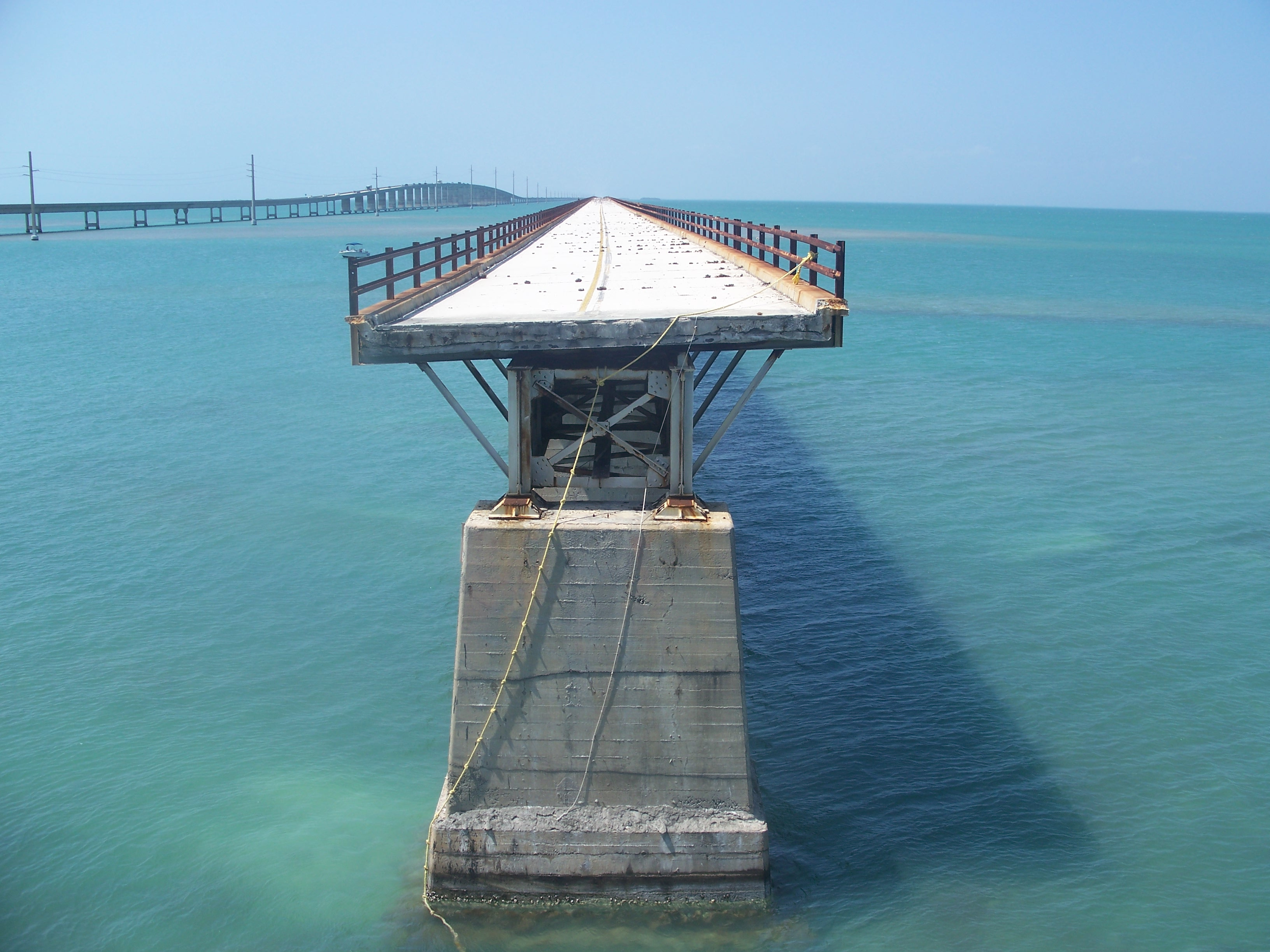
セブンマイル・ブリッジ旧橋

2006年1月13日、コンク共和国のピーター・アンダーソン事務総長は、1982年に新しい橋に架け替えられたセブンマイル・ブリッジの旧橋をコンク共和国に「併合」すると称して、抗議活動を行った。これは、キューバ難民に関する最近の出来事を受けたものだった。前年1月4日、15人のキューバ人難民がセブンマイル・ブリッジの旧橋までたどり着いたが、アメリカ政府は、セブンマイル・ブリッジはウェットフット・ドライフット政策に基づく「ウェットフット」の場所とみなし、その難民たちはアメリカ国境警備隊によってキューバに送還された。その根拠は、セブンマイル・ブリッジの旧橋は陸地と繋がっていないため、難民はアメリカ合衆国に上陸した（ドライフット）とはみなされないというものだった。
アンダーソンは、これはセブンマイル・ブリッジ旧橋をアメリカ合衆国が放棄したということを意味するとして、コンク共和国に併合すると宣言した。そして、この橋を共和国の国有とし、環境に配慮した低価格の住宅に利用したいと述べた。これに対し、フロリダ州知事ジェブ・ブッシュのスポークスマンのラッセル・シュワイスは、「コンク共和国に敬意を表しますが、この橋はフロリダ州の全ての人々のものであり、現在、売却の交渉はしていません」と宣言した。

## パスポートと国際識別記号

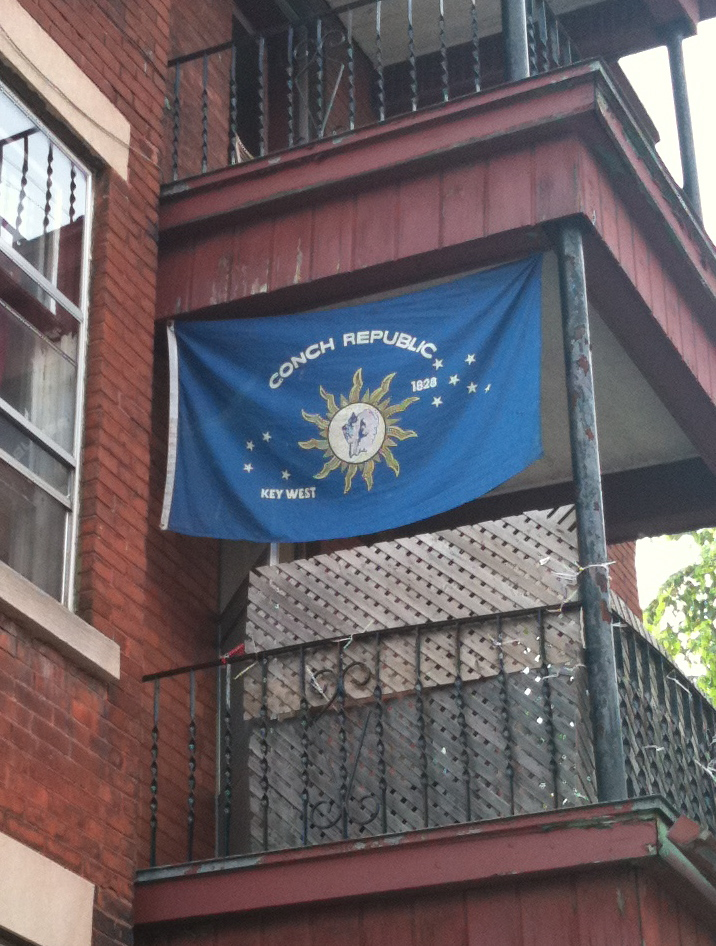
バルコニーに掲げられたコンク共和国の「国旗」

コンク共和国は、ウェブサイトでコンク共和国のパスポートを発行している。これは実際のパスポートとしては使用できない記念品であるが（ただし、キーウェストの一部店舗で提示すると特典を受けられる）、中には合法的なパスポートであると勘違いして購入した人もいるようである。アメリカ同時多発テロ事件の直後、FBIの捜査官は、ハイジャック犯のモハメド・アタがウェブサイトからコンク共和国のパスポートを購入したのではないかと考えた。
キーウェストの自動車販売店では、"KW"や"CR"の国際識別記号のステッカーを購入することができる。これらは"Key West"、"Conch Republic"の略称のようにみえるが、実際にはクウェートとコスタリカの国際識別記号である。

## 軍事
コンク共和国は陸・海・空軍を保持しており、1982年のジェファーソン砦奪還の再現を主な任務としている。海軍は、10隻以上の民間船とスクーナー船「ウルフ」で構成されている。陸軍は、テイラー砦に駐屯する第1コンク砲兵隊で構成されている。空軍では、十数機の民間航空機が空軍機に指定されている。旗艦機である1942年製のウェーコは、スタントパイロットで、世界中の航空ショーでコンク共和国の大使を務めたフレッド・R・カバナスが操縦した。カバナスは1991年にピッツ・スペシャルでキューバ軍のMiG-23を「迎撃」し、キーウェスト市長から空軍大将に任命された。